# Владимир Илић Ила
Владимир Илић Ила (Београд, 21. јун 1977) српски је репер и видео продуцент. Сарађивао је са великим бројем репера, био члан група Ша-Ила, План Б, а објавио укупно 11 музичких албума.

## Биографија
Рођен је 1977. године у Београду. Завршио је Трговачку школу „Београд”, а поред музике бави се и видео продукцијом. Музиком је професионално почео да се бави 1994. године. Године 2009. основао је издавачку кућу Фу рекордс. Од 2009. године у браку је са супругом Весном, са којом живи у Београду. Илин отац био је Милован Илић Минимакс, југословенско-српски радио и ТВ новинар.

## Каријера
За хип-хоп музику почео је да се интересује у седмом разреду основне школе, када је кренуо да се интересује за писање и снимање. Године 1992. снимио је прве демо песме, а 1993. заједно са репером Шортијем основао групу План Б. У јануару 1994. група је објавила прву студијску песму под називом Чекамо тужан крај, а наредних месеци још пар песама, које су се пуштале на радију Политика у емисији Гето, коју је водио репер MC Best. Током 1994. група објављује песму Крив је он и са њом осваја прво место на месечној листи песама, а на крају године треће место у избору хип-хоп песама за 1994. годину.
Године 1995. Ила објављује први албум за издавачку кућу Југодиск, под називом План Б, на којем су се нашле све песме истоимене групе, као и пар нових Илиних соло песама. Током 1995. излази и први спот Иле, за песму Искварено друштво. Године 1997. Ила објављује други студијски албум под називом Увек исти, за Сити рекордс, а као гост на албуму појављује му се репер Ша, који је тада био члан групе BMW. Са албума Увек исти истакла се песма Остали доле, за коју је снимљен и спот.
Године 1998. заједно са репером Ша оснива групу Sha-Ila, а исте године Ила објављује трећи студијски албум под називом Буди јак, који излази крајем 1998. године.
За време НАТО бомбардовања СРЈ 1999. године, група Sha-Ila објављује спот за песму То ми ради, која је те године била један од највећих хитова у СРЈ и постала заштитни знак бенда. Са албума Буди јак, издвојила се и песма И то је живот за коју је снимљен спот. Године 2000. група Sha-Ila објавила је албум Тоталито первертито, који је био један од најпродаванијих албума у СРЈ. Са албума су се истакле песме Танге и Истина, која је посвећена Татјани Николић, трагично настрадалој девојци у мафијашком обрачуну.
Године 2001. Sha-Ila објављује албум О-пет, а као гости на албуму били су чланови српске хип-хоп групе C-Ya, са којима су снимили спот за песму Увек бићу ту. Албум Multiplay бенд објављује 2003. године, а са њега се истакла песа Даћу ти све, за коју је снимљен и спот. Исте године бенд снима химну за ЈСД Партизан, заједно са навијачима Партизана.
Године 2004. бенд објављује албум под називом 10 година, поводом 10 година присуства Иле на сцени, а са тог албума издаваја се песма Ја идем даље, за коју је снимљен спот, а посвећена је Илином оцу Миловану Илићу Минимаксу.
Након расформирања бенда, Ила 2007. године објављује соло албум Правила, са којег се истакла песма Где сте и за коју је снимљен спот.  Године 2009. Ила оснива издавачку кућу Фу-рекордс, преко које објављује албум под називом 2010, са којег се издвојила песма И даље сам ту и спот за исту, снимљен на Илиној свадби. Албум је снимио заједнички са групом 93Фу. Године 2010. Ила објављује албум Фу правила, такође за Фу-рекордс, а на њему је гостовао репер Хеле.
Године 2012. Ила је објавио два сингла, Нови дан, са реперком Anom D bejbe и соло песму Гледам, за коју је снимљен спот.  Наредне године објавио је сингл Идемо даље са репером Савом, за коју је снимљен спот.
Године 2014. Ила поново покреће групу Sha-Ila, са пријатељем Секијем, а у периоду од 2013. до 2018. године објављују купно 12 песама које су се нашле на албуму Увек на врху. Наредних година објавио је неколико синглова, а 2020. године са репером Кизом из групе Робин Худ, песму Приче из краја, за коју је објављен и спот, у фебруару 2020. године.
Током каријере објавио је преко 200 песама и 50 музичких спотова. Сарађивао је са реперима као што су Шорти, Ша, Гру, Киза Робин Худ, Хеле, Дима, Сава, Секи, Млата, Цобра, Жути, Вокс, Ђус, Ana The, Дарвин, Наполеон и групом C-Ya.

## Дискографија

### Албуми
Са групом Sha-Ila
- Буди јак (1999)
- Тоталито первертито (2000)
- О-пет (2001)
- (2003)
- 10 година (2004)
- Увек на врху (2014)[б]

Соло
- План Б (1995)
- Увек исти (1997)
- Правила (2007)
- 2010 (2009)
- Фу правила (2010)